# Marin Sais
Marin Sais est une actrice et scénariste américaine née le 2 août 1890 à San Rafael, Californie (États-Unis), morte le 31 décembre 1971 à Woodland Hills (Los Angeles).

## Filmographie

### Comme actrice
- 1910 : Twelfth Night : Maria
- 1911 : The Ranger's Stratagem
- 1911 : Mesquite's Gratitude : Mesquite
- 1911 : How Texas Got Left
- 1911 : He Who Laughs Last : Molly
- 1911 : The 'Revenue' and the Girl
- 1912 : Accidents Will Happen
- 1912 : Walk, You, Walk!
- 1912 : The Swimming Party
- 1912 : The Tenderfoot's Troubles
- 1912 : The Kidnapped Conductor
- 1912 : The Girl Bandit's Hoodoo
- 1912 : The Mine Swindler
- 1912 : Dr. Skinnem's Wonderful Invention
- 1912 : In Peril of Their Lives
- 1912 : Paying the Board Bill
- 1912 : Death Valley Scotty's Mine
- 1912 : Pat the Soothsayer
- 1912 : The Pony Express Girl
- 1912 : Brave Old Bill
- 1912 : Days of '49
- 1912 : The Bachelor's Bride
- 1912 : I Saw Him First

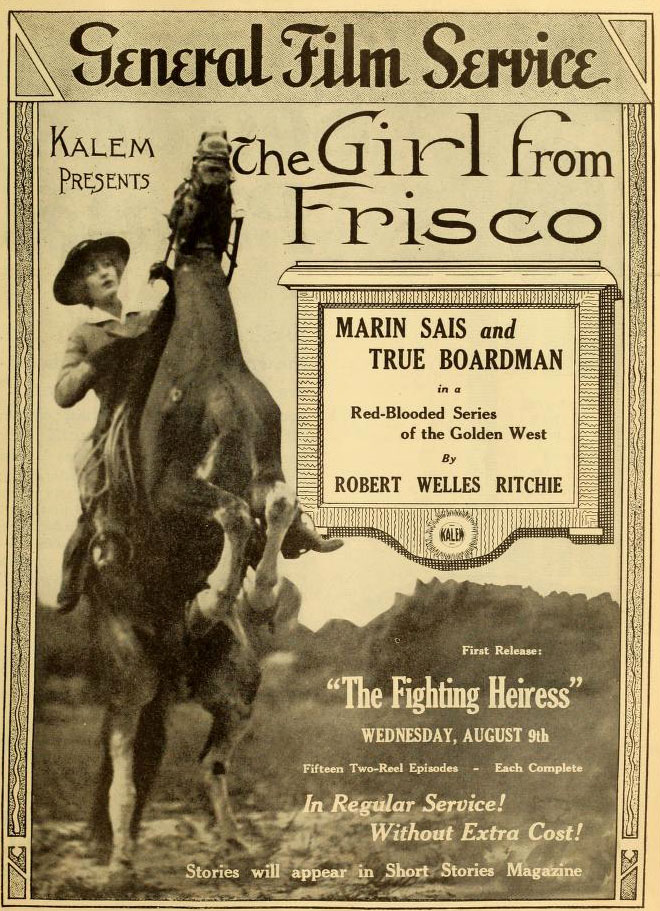
The Girl from Frisco (1916)

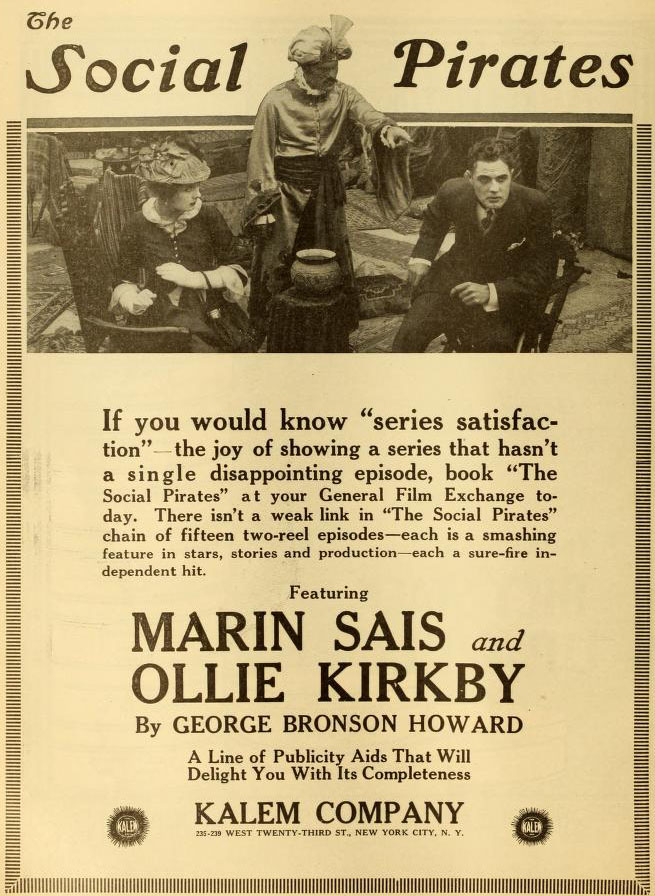
The Social Pirates (1916)

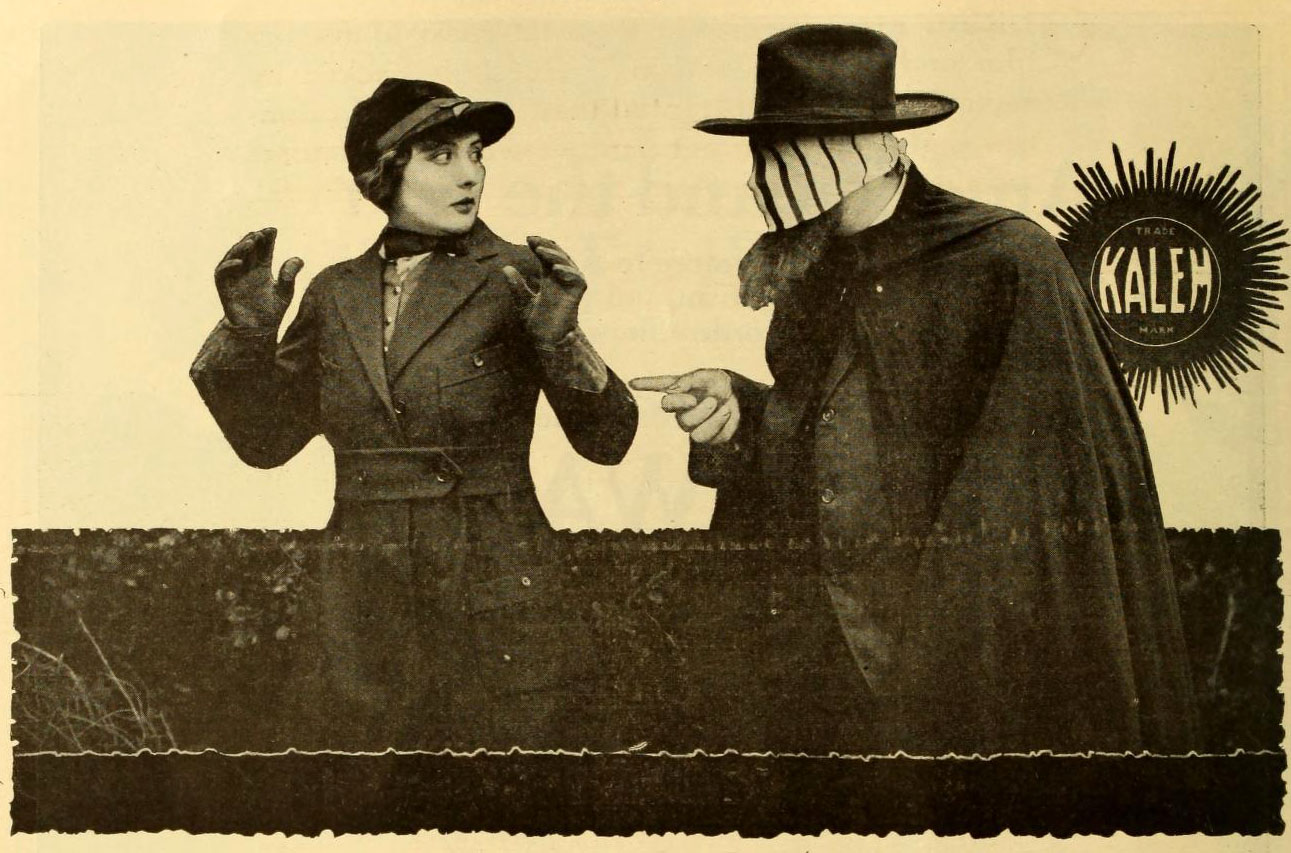
The Black Rider of Tasajara (1917)

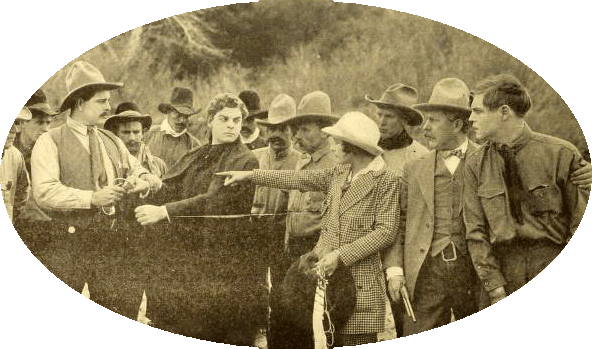
The American Girl (1917)

- 1912 : The Chaperon Gets a Ducking
- 1912 : Something Wrong with Bessie : The Maid
- 1913 : Red Sweeney's Mistake
- 1913 : The Boomerang
- 1913 : The Last Blockhouse
- 1913 : The Buckskin Coat
- 1913 : The Redemption
- 1913 : The Mountain Witch
- 1913 : The Honor System
- 1913 : The Attack at Rocky Pass
- 1913 : The California Oil Crooks
- 1913 : The Cheyenne Massacre
- 1913 : The Poet and the Soldier
- 1913 : The Battle for Freedom de George Melford
- 1913 : The Circle of Fate
- 1913 : The Bandit's Child
- 1913 : The Scheme of Shiftless Sam Smith
- 1913 : On the Brink of Ruin
- 1913 : The Struggle
- 1913 : The Fight at Grizzly Gulch : The Indian Chief's Daughter
- 1913 : The Girl and the Gangster
- 1913 : Intemperance : The Wife
- 1913 : The Skeleton in the Closet
- 1913 : The Substituted Jewel
- 1913 : The Invaders
- 1913 : Trooper Billy
- 1913 : The Man Who Vanished
- 1913 : The Chinese Death Thorn de George Melford : Mildred
- 1913 : The Big Horn Massacre
- 1914 : Death Sign at High Noon
- 1914 : The Shadow of Guilt
- 1914 : Trapped
- 1914 : The District Attorney's Duty
- 1914 : The Boer War : Jane Lambert, their daughter
- 1914 : The Master Rogue
- 1914 : The Barrier of Ignorance
- 1914 : The Quicksands de Christy Cabanne
- 1914 : Shannon of the Sixth : Dora Kimber
- 1914 : The Chief of Police
- 1914 : The Rajah's Vow
- 1914 : The Primitive Instinct
- 1914 : The Bond Eternal
- 1914 : The Prison Stain : Jean Datrel
- 1914 : The Smugglers of Lone Isle
- 1914 : The Winning Whiskers
- 1914 : The Fatal Opal
- 1914 : The Derelict
- 1915 : The Waitress and the Boobs
- 1915 : The Tragedy of Bear Mountain
- 1915 : The Girl Detective : The Girl Detective (Episodes #15-17)
- 1915 : Social Pirates : Mona
- 1915 : The Clairvoyant Swindlers : The Girl Detective
- 1915 : The Closed Door : The Girl Detective
- 1915 : The Figure in Black
- 1915 : The Vanishing Vases
- 1915 : The Vivisectionist
- 1915 : The Accomplice
- 1915 : The Strangler's Cord
- 1915 : Mysteries of the Grand Hotel
- 1915 : The Disappearing Necklace
- 1915 : The Secret Code
- 1915 : The Riddle of the Rings
- 1915 : The Barnstormers : Clara Worth
- 1915 : A Double Identity
- 1915 : The False Clue
- 1915 : When Thieves Fall Out
- 1915 : Under Oath
- 1915 : The Wolf's Prey
- 1915 : The Man on Watch
- 1915 : The Man in Irons
- 1915 : The Dream Seekers : His daughter
- 1915 : The Pitfall : Margaret Laird
- 1934 : Stingaree de James W. Horne : Ethel Porter
- 1916 : The Corsican Sisters
- 1916 : The Girl from Frisco : Barbara Brent
- 1916 : The Fighting Heiress : Barbara Brent
- 1916 : The Turquoise Mine Conspiracy : Barbara Brent
- 1916 : The Oil Field Plot : Barbara Brent
- 1916 : Tigers Unchained : Barbara Brent
- 1916 : The Ore Plunderers : Barbara Brent
- 1916 : The Treasure of Cibola : Barbara Brent
- 1916 : The Gun Runners : Barbara Brent
- 1916 : A Battle in the Dark : Barbara Brent
- 1916 : The Web of Guilt : Barbara Brent
- 1916 : The Reformation of Dog Hole : Barbara Brent
- 1916 : The Yellow Hand : Barbara Brent
- 1916 : The Harvest of Gold : Barbara Brent
- 1916 : The Son of Cain : Barbara Brent
- 1916 : The Witch of the Dark House : Barbara Brent
- 1916 : The Mystery of the Brass Bound Chest : Barbara Brent
- 1916 : The Fight for Paradise Valley : Barbara Brent
- 1916 : Border Wolves : Barbara Brent
- 1916 : The Poisoned Dart : Barbara Brent
- 1916 : The Stain of Chuckawalla : Barbara Brent
- 1916 : On the Brink of War : Barbara Brent
- 1917 : The Vulture of Skull Mountain : Madge King
- 1917 : The American Girl : Madge King
- 1917 : The False Prophet : Barbara Brent
- 1917 : The Resurrection of Gold Bar : Barbara Brent
- 1917 : The Homesteaders' Feud : Barbara Brent
- 1917 : The Wolf of Los Alamos : Barbara Brent
- 1917 : The Dominion of Fernandez : Barbara Brent
- 1917 : The Black Rider of Tasajara
- 1917 : The Fate of Juan Garcia
- 1917 : The Skeleton Canyon Raid
- 1917 : The Tyrant of Chiracahua
- 1917 : The Trapping of Two-Bit Tuttle
- 1917 : The Vanished Line Rider
- 1917 : The Pot o' Gold
- 1917 : The Further Adventures of Stingaree : Ethel Porter
- 1917 : Sagebrush Law
- 1918 : The City of Dim Faces : Elizabeth Mendall
- 1918 : His Birthright : Edna Kingston
- 1918 : The Vanity Pool (en) d'Ida May Park : Diana Casper
- 1919 : Bonds of Honor : Olga Orczy
- 1919 : The Gray Wolf's Ghost
- 1920 : Thunderbolt Jack : Bess Morgan
- 1921 : Dead or Alive
- 1921 : The Sheriff of Hope Eternal : Hela Marcale
- 1921 : The Broken Spur : Ida Hunt
- 1922 : Riders of the Law : Barbara Layne
- 1923 : Wolf Tracks (en) de Robert N. Bradbury : Rose Romaine
- 1923 : Good Men and Bad : Felicia
- 1924 : Behind Two Guns : Mrs. Baxter
- 1924 : The Hellion : The Hellion
- 1924 : The Measure of a Man (en) d'Arthur Rosson : Clare, his wife
- 1925 : A Roaring Adventure : Katherine Dodd
- 1925 : The Red Rider : Silver Waters
- 1926 : The Wild Horse Stampede : Grace Connor
- 1927 : Rough and Ready : Martha Bowman
- 1927 : Men of Daring : Mother Owen
- 1927 : The Fighting Three : Clara Jones
- 1928 : A Son of the Desert : Helen Dobson
- 1929 : Come and Get It! : Breezy's mother
- 1933 : The Fighting Cowboy : 'Squaw' Mary
- 1934 : Wheels of Destiny : Settler's Wife
- 1934 : Rawhide Romance : Mrs. Whitney
- 1934 : When Lightning Strikes de Burton L. King et Harry Revier : 	Mrs. Stevens
- 1935 : Outlaw Rule : Mrs. Turk
- 1935 : Circle of Death : Mrs. Gordon
- 1935 : The Pace That Kills : Mrs. Bradford
- 1936 : Reefer Madness : Mrs. Harper
- 1936 : Heroes of the Range : Indian squaw
- 1937 : Drums of Destiny : Ma Green
- 1937 : Trailing Trouble : Mrs. Dunn (listed as Mrs. Burns)
- 1937 : Dans les mailles du filet (Renfrew of the Royal Mounted) de Albert Herman : Mrs. MacDonald
- 1938 : Pioneer Trail : Belle
- 1938 : Phantom Gold : Mag Smith
- 1938 : I Stand Accused : Bit Role
- 1939 : Lone Star Pioneers : Kate
- 1939 : Riders of the Frontier : Sarah Burton
- 1939 : The Mad Empress
- 1940 : Le Fantôme du cirque (The Shadow) de James W. Horne : Nurse Plunkett [Ch.9]
- 1940 : Convicted Woman : Matron
- 1940 : Five Little Peppers at Home : Neighbor Woman
- 1940 : Two Gun Sheriff : Mrs. McKinnon
- 1940 : Wild Horse Range : Harriet Morgan (ranch owner)
- 1940 : One Man's Law : Kathy Winters
- 1940 : Sky Bandits (en) de Ralph Staub : Ma
- 1940 : Deadwood Dick (en) de James W. Horne : Calamity Jane
- 1940 : The Durango Kid : Mrs. Evans
- 1941 : Saddlemates : Mrs. Langley
- 1941 : Billy the Kid in Santa Fe : Pat Walker (Bar W Owner)
- 1941 : Cracked Nuts d'Edward F. Cline : Woman
- 1941 : Sierra Sue (en) de William Morgan : Bess
- 1941 : Forbidden Trails : Sandy's bride Sue
- 1942 : A Tragedy at Midnight : 2nd Mrs. Charles Miller
- 1942 : South of Santa Fe (en) : Townswoman
- 1943 : Murder in Times Square
- 1943 : Harvest Melody : Ma Nelson
- 1944 : Frontier Outlaws : Ma Clark
- 1944 : Enemy of Women : Frau Bendler
- 1944 : Oath of Vengeance : Ma, the Postmistress
- 1945 : Lightning Raiders : Mrs. Loren
- 1945 : Bells of Rosarita : Duena in Wedding Scene
- 1945 : Along the Navajo Trail : Gypsy woman
- 1945 : Love, Honor and Goodbye : Wardrobe Mistress
- 1945 : Border Badmen : Mrs. Bentley
- 1945 : Girls of the Big House
- 1946 : King of the Forest Rangers : Mrs. Barton (Landowner) [Ch. 3]
- 1946 : Terrors on Horseback : Mrs. Jed Bartlett
- 1946 : Rendezvous 24 : Rina, Heligmann's housekeeper
- 1946 : Stagecoach to Denver : Aunt May Barnes
- 1947 : Yankee Fakir : Mrs. Randall
- 1947 : Big Town After Dark : Mrs. O'Hara (game operator)
- 1949 : Ride, Ryder, Ride! : The Duchess (Red's aunt)
- 1949 : Roll, Thunder, Roll! (en) de Lewis D. Collins : Duchess
- 1949 : The Fighting Redhead : Duchess
- 1949 : Cowboy and the Prizefighter : The Duchess
- 1953 : The Great Jesse James Raid (it) de Reginald Le Borg : Mrs. Lovett

### comme scénariste
- 1922 : Barb Wire